# Guy L. Coté
Guy L. Coté (Ottawa, 30 d'agost de 1925 - Montréal, 12 de setembre de 1994) va ser un cineasta documentalista, productor, realitzador, muntador, guionista i director de fotografia canadenc.

## Biografia
De 1947 a 1952 com a detenidor d'una Beca Rhodes, va estudiar química a la universitat d'Oxford, a Anglaterra. És aquí on, en el temps lliure, s'inicia en el cinema, es familiaritza amb el funcionament dels clubs de cinema i, produint i dirigint dos curtmetratges, es converteix en cineasta documental. Es va casar el 1952 i va obtenir una feina de tres mesos a l'Oficina Nacional del Cinema del Canadà (ONF) a Ottawa on finalment es va quedar, deixant el seu treball de doctorat en química. Va dir: 
| « | Vaig pensar que era una aventura digna donar a conèixer el meu país a tot el món a través del cinema | » |

 Tota la seva carrera com a cineasta la va passar com a documentalista fins a finals dels anys vuitanta a la NFB, des que es va traslladar a Ottawa el 1956 a la seva nova ubicació a l'illa de Mont-real.

## Cinemateca i Mediateca
Cedida el 1969, la seva col·lecció personal (llibres, cartells, extractes de premsa ...) és la base del "centre de documentació" de la Cinémathèque québécoise, que va fundar el 1963. Va morir el 1994. Com a homenatge pòstum, aquest centre va passar a anomenar-se Médiathèque Guy-L.-Coté el 1997.

## Filmografia

### Com a productor
- 1958: Industrial Canada
- 1967: Le Règne du jour
- 1968: The Waterdevil
- 1968: Les Voitures d'eau
- 1968: De mère en fille
- 1968: Le Beau plaisir
- 1968: Nominingue... depuis qu'il existe (TV)
- 1969: A Total Service
- 1969: Là ou ailleurs
- 1969: Éloge du chiac
- 1969: Le Grand Rock
- 1970: Où êtes-vous donc ?
- 1970: Un pays sans bon sens !
- 1971: L'Acadie, l'Acadie
- 1976: On est au coton
- 1976: Monsieur Journault
- 1985: Le Combat d'Onésime Tremblay
- 1986: J'ai pas dit mon dernier mot
- 1986: Les Chemins de croix au Québec
- 1986: Calvaires et croix de chemin
- 1986: La Bioéthique : une question de choix - L'homme à la traîne
- 1986: Les Anges dans l'art au Québec
- 1987: Un trésor de la peinture sacrée au Québec: la collection des abbés Desjardins
- 1987: Thomas Baillairgé, architecte, 1791-1859
- 1987: La Statuaire de cire
- 1987: La Peinture en Nouvelle-France
- 1987: Napoléon Bourassa (1827-1926) et la décoration d'églises
- 1987: Louis Jobin, sculpteur, 1845-1928
- 1987: Louis-Amable Quévillon, sculpteur et ornemaniste, 1749-1823
- 1987: Les Églises protestantes au Québec
- 1987: Dom Bellot, architecte, 1876-1943
- 1988: Discussions in Bioethics: The Old Woman

### com a director
- 1953: Winter in Canada
- 1955: Grain Handling in Canada
- 1958: Railroaders - Les Cheminots (sèrie « Géographie humaine »)
- 1958: Industrial Canada
- 1959: Fishermen - Les Pêcheurs (sèrie « Géographie humaine »)
- 1960: Roughnecks: The Story of Oil Drillers - Les Maîtres-sondeurs (sèrie « Géographie humaine »)
- 1960: Railroaders: Revised
- 1961: Cattle Ranch - Têtes blanches (sèrie « Géographie humaine »)
- 1962: Kindergarten
- 1964: An Essay on Science - Cité savante
- 1965: The Way of Science
- 1965: Regards sur l'occultisme (2e partie) - Science et esprits
- 1965: Regards sur l'occultisme (1re partie) - Magie et miracles
- 1972: Tranquillement, pas vite
- 1974: Les Deux côtés de la médaille
- 1976: Les Vieux amis
- 1976: Blanche et Claire
- 1976: Monsieur Journault
- 1976: Rose et Monsieur Charbonneau
- 1979: Marastoon: The Place Where One Is Helped
- 1979: Dominga
- 1979: Azzel

### Com a muntador
- 1958: Railroaders
- 1958: Industrial Canada
- 1959: Fishermen
- 1960: Roughnecks: The Story of Oil Drillers
- 1960: Railroaders: Revised
- 1961: Cattle Ranch
- 1962: Runner
- 1962: Lonely Boy
- 1962: The Living Machine
- 1962: Kindergarten
- 1964: Toronto Jazz
- 1964: The Persistent Seed
- 1965: Regards sur l'occultisme (2e partie) - Science et esprits
- 1965: Regards sur l'occultisme (1re partie) - Magie et miracles
- 1972: Tranquillement, pas vite
- 1974: Les Deux côtés de la médaille
- 1976: Monsieur Journault
- 1976: Rose et Monsieur Charbonneau

### Com a guionista
- 1953: Winter in Canada
- 1958: Railroaders
- 1958: Industrial Canada
- 1959: Fishermen
- 1960: Roughnecks: The Story of Oil Drillers
- 1960: Railroaders: Revised
- 1961: Cattle Ranch
- 1965: The Way of Science
- 1976: Monsieur Journault
- 1976: Rose et Monsieur Charbonneau

### Com a actor
- 1978: L'Affaire Bronswik

### Com a director de la fotografia
- 1976: Rose et Monsieur Charbonneau